# Kanton Cosne-Cours-sur-Loire
Cosne-Cours-sur-Loire is een kanton van het Franse departement Nièvre. Het kanton werd opgericht bij decreet van 18 februari 2014, met uitwerking op 22 maart 2015. Het maakt deel uit van het arrondissement Cosne-Cours-sur-Loire.

## Gemeenten
Het kanton Cosne-Cours-sur-Loire omvat volgende gemeenten:
- Alligny-Cosne
- La Celle-sur-Loire
- Cosne-Cours-sur-Loire
- Myennes
- Pougny
- Saint-Loup
- Saint-Père